# Micrambe abietis
Micrambe abietis is een keversoort uit de familie harige schimmelkevers (Cryptophagidae). De wetenschappelijke naam van de soort werd in 1798 gepubliceerd door Gustaf von Paykull.